# 3232-es mellékút (Magyarország)
A 3232-es számú mellékút egy közel 4,5 kilométeres hosszúságú, négy számjegyű mellékút Jász-Nagykun-Szolnok vármegye északi részén; a 31-es főút jászjákóhalmai szakaszától húzódik Jásztelek központjáig, illetve a 32-es főútig.

## Nyomvonala
Jászjákóhalma belterületének nyugati széle közelében indul, a 31-es főútból kiágazva, annak a 84+600-as kilométerszelvénye közelében, nagyjából délkeleti irányban. Rákóczi út, majd Jásztelki út a települési neve, így is lép ki a lakott területről, már dél felé húzódva, kevéssel az első kilométere előtt. Másfél kilométer megtétele után eléri Jászberény határszélét és egy újabb kisebb irányváltással – ismét délkeletnek fordulva – a határvonalat kezdi követni. Majdnem pontosan a második kilométerénél elhalad a két előbbi település és Jásztelek hármashatára mellett, de csak mintegy 400 méterrel ezután lép teljesen ez utóbbi területére. A harmadik kilométerétől már jászteleki házak között jár, Jákóhalmi út néven, majd a központhoz közeledve a Szabadság út nevet veszi fel. Így is ér véget, a település központjában, beletorkollva a 32-es főútba, annak a 34+400-as kilométerszelvénye közelében.
Teljes hossza, az országos közutak térképes nyilvántartását szolgáló kira.kozut.hu adatbázisa szerint 4,372 kilométer.

## Települések az út mentén
- Jászjákóhalma
- (Jászberény)
- Jásztelek